# Cifra
Em criptografia uma cifra ou cifração é o ato ou efeito de alterar a mensagem original, por meio de mudança de ordem, aparência,  tipo de letras ou fonemas , de modo a torná-la ininteligível para quem a interceptar e não souber como reproduzir a mensagem original (decifração ou decriptação).
As cifras também são conhecidas como linguagens neumáticas.
Exemplos de cifras são:
- Cifra de César;
- Rot13;
- Rot47;
- Cifra de Vigenère;
- Cifra ADFGVX